# Jimi Blue Ochsenknecht
Jimi Blue Ochsenknecht (Munique, 27 de Dezembro de 1991) é um ator e rapper alemão.

## Biografia
Ele é filho dos também atores Uwe Ochsenknecht e Natascha Ochsenknecht. Ele tem três irmãos, o também ator Wilson Gonzalez Ochsenknecht, uma irmã chamada Savannah Cheyenne e um meio-irmão chamado Rocco, que é filho do primeiro casamento de seu pai.
Jimi ficou famoso por causa da série de filmes chamada Die Wilden Kerle (Rebeldes da Bola em português), onde interpretou Leon.
Além de atuar desde de 2007, ele tenta a carreira de cantor, cantando músicas que misturam hip-hop, dance, pop e R'n'B, citando exemplos como Pharrell Williams e Justin Timberlake.
Ochsenknecht vive em Grüwald e frequentou a escola Waldorfschue. Em julho de 2007 formou-se no ensino médio.

## Carreira
Sua estréia cinematográfica foi em 2000, no premiado filme "Iluminismo Garantido", além de ter atuado com seu pai e seu irmão. No entanto, só ficou realmente conhecido pelo seu papel em "Die Wilden Kerle" como Leon. Neste e nos próximos da série "Die Wilden Kerle", ele atuou com seu pai e seu irmão e também com Cornelia Froboess e Rufus Beck.
Em 16 de novembro de 2007, ele cantou publicamente pela primeira vez no The Dome 44 em Graz. Também em novembro de 2007, ele lançou pela Universal o álbum Mission Blue, com músicas produzidas por Rob Tyger, Kay denar, Marc Mozart, Michael Cretu e Felix Gauder.
E ele ainda tinha mais um irmão chamado João Batista que era português.

## Filmografia
- 2000 - Iluminismo Garantido
- 2003 - Die Wilden Kerle
- 2005 - Seguindo as pegadas do passado
- 2005 - Die Wilden Kerle 2
- 2006 - Die Wilden Kerle 3 - O ataque das feras Biestigen
- 2007 - Die Wilden Kerle 4 - O ataque das luzes prata
- 2008 - Die Wilden Kerle 5 - Por detrás do horizonte
- 2010 - Sommer
- 2012 - Kleine